# 琴音沙羅
琴音沙羅（日语：琴音さら，1993年11月30日—），日本AV女優。
身高143cm。三圍:B75(A罩杯)、W48、H70。興趣是散步和購物。擅長穿和服。
2013年以蘿莉系AV女優的身分出道。
2014年利用坦納分期去推估她的年齡，結果顯示是13歲以下。